# Rafael Scheidt
Rafael Felipe Scheidt (* 1. Februar 1976 in Porto Alegre) ist ein ehemaliger brasilianischer Fußballspieler, der zuletzt beim chinesischen Verein Shaanxi Chanba FC unter Vertrag stand. 
Da sein Großvater Deutscher war, ist er auch im Besitz der deutschen Staatsbürgerschaft.

## Vereinskarriere

### Die Anfangsjahre
Scheidt begann seine Profikarriere 1995 bei seinem Heimatverein Grêmio Porto Alegre in der ersten brasilianischen Liga. Aufgrund eines Überangebots an starken Abwehrspielern kam er jedoch nur zu Kurzeinsätzen.
1996 bekam er ein Angebot vom neu gegründeten J-League-Team Kawasaki Frontale, welches er annahm. In Japan gelang ihm der sofortige Durchbruch. Er erzielte 5 Tore in 26 Spielen und wurde in die Mannschaft der Saison gewählt. Diese Leistungssteigerung blieb auch in der Heimat nicht unbemerkt, woraufhin sich Grêmio dazu entschloss, den Spieler zurückzuholen. Wieder bei Grêmio steigerte sich Scheidt kontinuierlich und avancierte zum Nationalspieler.

### Transfer zu Celtic Glasgow
Für die Saison 1999/00 wechselte Scheidt für umgerechnet 7,2 Mio. € nach Schottland zu Celtic Glasgow. Er war der erste Brasilianer in der schottischen Profiliga. Scheidt wurde als Ersatz für den Langzeitverletzten Marc Rieper geholt, jedoch verletzte er sich selbst schwer, ehe er noch ein einziges Liga-Spiel absolviert hatte. Nach auskurierter Verletzung befand er sich in einem lang anhaltenden Formtief. Er fühlte sich nie wohl in Schottland und drängte selbst auf einen Transfer zurück nach Brasilien. Insgesamt kam er nur auf drei Liga-Einsätze für Celtic.
Die englische Tageszeitung The Guardian veröffentlichte 2001 eine Liste mit den  10 größten Fehlinvestitionen in der Geschichte des Profifußballs, die den Transfer von Scheidt zu Celtic auf Platz zwei führt.

### Weitere Karriere
Scheidt wurde für drei Jahre an Corinthians São Paulo verliehen, wo sich seine Form langsam wieder stabilisierte. Als man sich 2003 nicht auf eine Vertragsverlängerung einigen konnte, folgten die Stationen Atlético Mineiro und Botafogo FR, wo er im Jahr 2006 entlassen wurde.
Scheidt spielte in diesen Jahren zwar wieder mit konstanter Form, konnte allerdings nie wieder an seine alte Stärke anknüpfen.
Für die Saison 2007 unterschrieb Scheidt einen Vertrag beim chinesischen Erstligisten Shaanxi Chanba FC, bei dem er bis 2008 unter Vertrag stand.

## Nationalmannschaft
Scheidt debütierte am 31. März 1999 beim 2:0 im Freundschaftsspiel gegen Japan für die brasilianische Nationalmannschaft.
In diesem Jahr absolvierte er noch zwei weitere Länderspiele gegen Argentinien und ein Spiel zum hundertjährigen Bestehen des FC Barcelona, das allerdings nicht als offizielle Begegnung gewertet wird.

## Erfolge
Grêmio
- Staatsmeisterschaft von Rio Grande do Sul: 1995, 1996, 1999
- Copa Libertadores: 1995
- Brasilianischer Fußball-Meister: 1996
- Copa Sul: 1999

Corinthians
- Staatsmeisterschaft von São Paulo: 2001
- Copa do Brasil: 2002

Botafogo
- Staatsmeisterschaft von Rio de Janeiro: 2006